# 제60회 프라임타임 에미상
제60회 프라임타임 에미상은 2008년 9월 21일에 열린 시상식이다.

## 수상 및 후보

### TV 드라마-남우주연상
- 브레이크 배드 - 브라이언 크랜스톤 수상
- 보스톤 리걸 - 제임스 스페이더
- 덱스터 - 마이클 C. 홀
- 하우스 M.D. - 휴 로리
- 인 트리트먼트 - 가브리엘 번
- 매드 맨 - 존 햄

### TV 드라마-여우주연상
- 데미지 - 글렌 클로즈 수상
- 브라더스 앤 시스터스 - 샐리 필드
- 클로저 - 카이라 세드윅
- 법과 질서 - 성범죄 수사대 - 마리스카 하지테이
- 세이빙 그레이스 - 홀리 헌터

### TV 코미디-남우주연상
- 30 락 - 알렉 볼드윈 수상
- 탐정 몽크 - 토니 샬호브
- 오피스 - 스티브 카렐
- 푸싱 데이지 - 리 페이스
- 투 앤 어 하프 멘 - 찰리 쉰

### TV 코미디-여우주연상
- 30 락 - 티나 페이 수상
- 뉴 어드벤처 오브 올드 크리스틴 - 줄리아 루이스 드레이퍼스
- 사만다가 누구야? - 크리스티나 애플게이트
- 어글리 베티 - 아메리카 페레라
- 위즈 - 메리-루이스 파커

### TV 미니시리즈,영화-남우주연상
- 존 아담스 - 폴 지아마티 수상
- 엑스트라(영어판) - 릭키 제바이스
- 버나드 앤 도리스 - 랄프 파인즈
- 리카운트 - 케빈 스페이시
- 리카운트 - 톰 윌킨슨

### TV 미니시리즈,영화-여우주연상
- 존 아담스 - 로라 리니 수상
- A Raisin In The Sun - 필리샤 라샤드
- 버나드 앤 도리스 - 수잔 서랜든
- 크랜포드 - 주디 덴치
- An American Crime - 캐서린 키너

### TV 드라마-남우조연상
- 데미지 - 젤리코 이바넥 수상
- 보스톤 리걸 - 윌리암 샤트너
- 데미지 - 테드 댄슨
- 매드 맨 - 존 슬래터리
- 로스트 - 마이클 에머슨

### TV 드라마-여우조연상
- 인 트리트먼트 - 다이앤 위스트 수상
- 보스톤 리걸 - 캔디스 버겐
- 브라더스 앤 시스터스 - 레이첼 그리피스
- 그레이 아나토미 - 산드라 오
- 그레이 아나토미 - 챈드라 윌슨

### TV 코미디-남우조연상
- 안투라지 - 제레미 피번 수상
- 안투라지 - 케빈 딜론
- 하우 아이 멧 유어 마더 - 닐 패트릭 해리스
- 오피스 - 레인 윌슨
- 투 앤 어 하프 멘 - 존 크라이어

### TV 코미디-여우조연상
- 사만다가 누구야? - 진 스마트 수상
- 푸싱 데이지 - 크리스틴 체노웨스
- 새터데이 나잇 라이브 - 에이미 포엘러
- 투 앤 어 하프 멘 - 홀랜드 테일러
- 어글리 베티 - 바네사 윌리암스

### TV 미니시리즈,영화-남우조연상
- 존 아담스 - 톰 윌킨슨 수상
- 존 아담스 - 스티븐 딜레인
- 존 아담스 - 데이빗 모스
- 리카운트 - 밥 발라반
- 리카운트 - 데니스 리어리

### TV 미니시리즈,영화-여우조연상
- 크랜포드 - 에일린 앗킨스 수상
- A Raisin In The Sun - 오드라 맥도널드
- 엑스트라(영어판) - 애슐리 젠슨
- 리카운트 - 로라 던
- Pictures of Hollis Woods - 알프리 우다드

### TV 드라마-감독상
- 하우스 M.D. - 그레그 야타네스 수상
- 보스톤 리걸 - 알린 샌포드
- Breaking Bad - 빈스 길리건
- 데미지 - 앨런 콜터
- 매드 맨 - 앨런 테일러

### TV 드라마-각본상
- 매드 맨 - Matthew Weiner 수상
- 별들의 전쟁 - 2004년 시리즈 - 마이클 앤젤리
- 데미지 - 다니엘 젤만 외 2명
- 매드 맨 - Robin Veith
- 와이어 - David Simon 외 1명

### TV 코미디-감독상
- 푸싱 데이지 - 베리 소넨필드 수상
- 30 락 - 마이클 엔글러
- 안투라지 - 다니엘 아티아스
- 오피스 - 폴 리버스타인
- 오피스 - 폴 페이그
- The Flight of the Conchords - James Bobin

### TV 코미디-각본상
- 30 락 - 티나 페이 수상
- 30 락 - Jack Burditt
- Flight Of The Conchords - 저메인 클레멘트
- 푸싱 데이지 - Bryan Fuller
- 오피스 - 리 아이젠버그

### TV 미니시리즈,영화-감독상
- 존 아담스 - 톰 후퍼 수상
- 버나드 앤 도리스 - 밥 발라반
- 엑스트라(영어판) - 릭키 제바이스 외 1명
- 리카운트 - 제이 로치
- 더 컴퍼니 - 미카엘 살로먼

### TV 미니시리즈,영화-각본상
- 리카운트 - 대니 스트롱 수상
- 버나드 앤 도리스 - Hugh Costello
- 엑스트라(영어판) - 릭키 제바이스 외 1명
- 크랜포드 - 헤이디 토머스
- 존 아담스 - 커크 엘리스

### TV 드라마-최우수작품상
- 매드 맨 - 팀 헌터 외 1명 수상
- 보스톤 리걸 - 앨리슨 리디 외 여러명
- 데미지 - 다니엘 아티아스 외 여러명
- 덱스터 - 마이클 쿠에스타 외 여러명
- 하우스 M.D. - 빌 존슨 외 여러명
- 로스트 - 에릭 라누빌 외 여러명

### TV 코미디-최우수작품상
- 30 락 - 아담 번스타인 수상
- 커브 유어 인쑤지애즘 - 앤디 애커먼
- 안투라지 - 아담 번스타인 외 여러명
- 오피스 - 에이미 헥커링 외 여러명
- 투 앤 어 하프 멘 - 앤드류 D. 웨이맨 외 여러명

### TV 미니시리즈-최우수작품상
- 존 아담스 - 톰 후퍼 수상
- 안드로메다의 위기 - 미카엘 살로먼
- 틴 맨 - 닉 윌링
- 크랜포드 - 수 버트위스틀 외 1명

### TV 영화-최우수작품상
- 리카운트 - 제이 로치 수상
- A Raisin In The Sun - 케니 리온
- 버나드 앤 도리스 - 밥 발라반
- 엑스트라(영어판) - 릭키 제바이스
- The Memory Keeper's Daughter - 믹 잭슨

### TV 리얼리티 경쟁-최우수작품상
- 어메이징 레이스 - 제리 브룩하이머 외 여러명 수상
- 아메리칸 아이돌 - 브루스 고워스 외 여러명
- Dancing With The Stars - Conrad Green 외 여러명
- Project Runway - 봅 웨인스타인 외 여러명
- Top Chef - Dan Cutforth 외 여러명

### TV 미니시리즈,영화-특수효과상
- John Adams 'Join Or Die' - 에릭 헨리 외 8명 수상
- 인류 멸망 그 후 - 대니 김 외 8명
- The Company 'Part 2' - 빅토르 뮐러 외 6명
- Tin Man 'Part 1' - 리 윌슨 외 8명